# In Strict Confidence
In Strict Confidence ist eine deutsche Future-Pop- und Elektro-Band.

## Geschichte
Gegründet wurde die Band 1989/90 unter dem Namen Seal of Secrecy. 1992 benannte sie sich in In Strict Confidence um und veröffentlichte ihr erstes Tape namens Sound Attack. Nach der Veröffentlichung  des Doppel-Tapes Hell Inside/Hell Outside, welches damals im Kloster Höchst aufgenommen wurde, erfuhr die Band erstmals Aufmerksamkeit eines größeren Publikums und mehrerer Labels. 1996 entschied man sich für das Label Zoth Ommog und startete im Folgejahr eine erste Deutschlandtour. Mit Face the Fear etablierten sie sich 1998 in der Elektro-Szene europaweit. 1999 absolvierte die Band zusammen mit der befreundeten Band Das Ich eine US-Tour.

## Stil
Die Band verknüpfte anfangs Elektro mit melodischen Wave-Elementen. Mit dem dritten Album „Love Kills!“ erfolgte ein Wechsel zu technoid beeinflusstem Future Pop. Von der EBM-Bewegung, der sie häufig zugeordnet wurden, distanzierte sich die Band jedoch von Beginn an.

„Ich denke, der Begriff ist mittlerweile veraltet und stand mal für diese »Stahl–Arbeit–Lohn«-Zeit – eben diese Knüppel-EBM. Nein, das ist nicht unser Ding. Unsere Musik ist sicherlich auch hart, wenn auch auf eine andere Weise.“

## Diskografie

### Studioalben
- 1992: Sound Attack (MC; Eigenvertrieb)
- 1994: Hell Inside/Hell Outside (2xMC; Eigenvertrieb)
- 1996: Cryogenix (CD; Zoth Ommog / Music Research)
- 1998: Face the Fear (CD/2xCD/MC/FLAC/MP3; Zoth Ommog / Music Research)
- 2000: Love Kills! (CD/2xCD/FLAC/MP3; Bloodline / Net-hit)
- 2002: Mistrust the Angels (CD/CDR/FLAC/MP3; Minuswelt Musikfabrik)
- 2004: Holy (CD/2xCD/FLAC/MP3; Minuswelt Musikfabrik)
- 2006: Exile Paradise (CD/FLAC/MP3; Minuswelt Musikfabrik)
- 2010: La Parade Monstrueuse (CD/2xCD/3xCD/FLAC/MP3; Minuswelt Musikfabrik)
- 2012: Utopia (CD/2xCD; Golden Core Records / ZYX Music)
- 2016: The Hardest Heart(CD/2xCD+MC/2xLP/AIFF/MP3; Minuswelt Musikfabrik)
- 2018: Hate2Love (CD/2xLP/AIFF/AAC; Minuswelt Musikfabrik)

### Remix-Alben
- 2004: Holy – The Hecq Destruxxion (CD/FLAC/MP3; Minuswelt Musikfabrik)
- 2006: Exile Paradise – The Hecq Destruxxion (CD/FLAC/MP3; Minuswelt Musikfabrik)

### Kompilationen
- 1998: Angels Anger Overkill (CD/FLAC/MP3; Energy Rekords)
- 2010: Laugh, Cry and Scream - Picturebook Soundtrack (CD/FLAC; Minuswelt Musikfabrik)
- 2014: Lifelines Vol. 1 (CD/ALAC/FLAC; Minuswelt Musikfabrik)
- 2014: Lifelines Vol. 2 (CD/ALAC/FLAC; Minuswelt Musikfabrik)
- 2013: Panorama (DVD-V; Minuswelt Musikfabrik) Beinhaltet alle Musikvideos bis 2013.
- 2015: Lifelines Vol. 3 (CD/ALAC/FLAC; Minuswelt Musikfabrik)

### EPs
- 1997: Collapse (CD/FLAC/MP3; Zoth Ommog / Music Research)
- 1999: Industrial Love/Prediction (2xCD/FLAC/MP3; Zoth Ommog / Music Research)
- 2000: Zauberschloss (CD/VHS; Bloodline / Net-hit)
- 2002: Herzattacke (CD/FLAC/MP3; Minuswelt Musikfabrik)
- 2003: Engelsstaub (CD/FLAC; Minuswelt Musikfabrik)
- 2003: Mistrust the Bonus Edition (CD/MP3; Minuswelt Musikfabrik)
- 2005: Seven Lives (CD/CDR/FLAC; Minuswelt Musikfabrik)
- 2006: Where Sun and Moon Unite (CD/CDR/FLAC/MP3; Minuswelt Musikfabrik)
- 2007: The Serpent’s Kiss (3xCD/CDR/FLAC/MP3; Minuswelt Musikfabrik)
- 2011: Set Me Free (CD/MP3;FLAC; Minuswelt Musikfabrik)
- 2012: Tiefer (CD; Minuswelt Musikfabrik)
- 2017: Herz & Frozen Kisses (CD/AIFF; Minuswelt Musikfabrik)
- 2018: Mercy (CD/AIFF/FLAC/WAV; Minuswelt Musikfabrik)

### Singles
- 1998: Dementia (7"; Zoth Ommog / Music Research)
- 2000: Kiss Your Shadow (CD; Bloodline / Net-hit)
- 2001: The Truth Inside of Me (CD/FLAC/MP3; Minuswelt Musikfabrik)
- 2004: Babylon (CD/FLAC/MP3; Minuswelt Musikfabrik)
- 2005: The Sun Always Shines on T.V. mit Melotron (CD/MP3; Minuswelt Musikfabrik) a-ha-Coverversion.
- 2009: My Despair (CD/FLAC; Minuswelt Musikfabrik)
- 2010: Silver Bullets (CD/FLAC; Minuswelt Musikfabrik)
- 2012: Morpheus (CD/12"; Golden Core Records / ZYX Music)
- 2013: Justice (AAC/MP3; ZYX Music)
- 2016: Somebody Else’s Dream (CD/AIFF; Minuswelt Musikfabrik)
- 2016: Everything Must Change (CD/AIFF; Minuswelt Musikfabrik)

### Splits
- 1999: Industrial Love / Truthlike mit Aghast View (12"; Zoth Ommog / Music Research)

### Boxsets & Bundles
- 2002: Zauberschloss / Kiss Your Shadow (CD/FLAC/MP3; Minuswelt Musikfabrik)
- 2002: Mistrust the Angels (Collected Works) (3xCD; Minuswelt Musikfabrik)
- 2018: Extended Lifelines (3xCD; Minuswelt Musikfabrik)

## Nebenprojekte
Dennis Ostermann war Gastsänger bei folgenden Projekten:
- Melotron – Brüder EP
- HMB – Great Industrial Love Affairs
- Lights of Euphoria – Fahrenheit und Krieg gegen die Maschinen
- Controlled Fusion – betreibt Dennis Ostermann mit Steffen Schurke als vollwertiges Nebenprojekt, es wurden bis dato drei Alben veröffentlicht

Stefan Jörg Vesper betreibt ein Solo-Projekt namens SteveDragon und ist Schlagzeuger bei diversen Projekten.